# Acumenator
Acumenator là một chi bọ cánh cứng trong họ 
Elateridae.
Chi này được miêu tả khoa học năm 1999 bởi Schimmel.

## Các loài
Các loài trong chi này gồm:
- Acumenator catei Schimmel, 1999
- Acumenator hayekae Schimmel, 1999
- Acumenator preussi Schimmel, 1999